# Whoa Oh! (Me vs. Everyone)
Whoa Oh! (Me vs. Everyone) è il singolo di debutto del gruppo musicale statunitense Forever the Sickest Kids, il primo estratto dal primo album in studio Underdog Alma Mater e pubblicato il 1º aprile 2008. Il video è stato trasmesso su TRL il 24 giugno. La canzone ha raggiunto la 38ª posizione nella Billboard Mainstream Top 40. La versione remix è stata pubblicata il 26 maggio 2009 su iTunes in collaborazione con Selena Gomez.
Il brano è stato utilizzato per numerosi spot di Nerf.

## Tracce
Download digitale
1. Whoa Oh! (Me vs. Everyone) – 3:24

Versione europea
1. Whoa Oh! (Me vs. Everyone) – 3:24
2. Hurricane Haley – 3:42

Versione remix
1. Whoa Oh! (Me vs. Everyone) (featuring Selena Gomez) – 3:29